# Diogodiasia crassilineatus
Diogodiasia crassilineatus is een vlinder uit de familie van de houtboorders (Cossidae). De wetenschappelijke naam van deze soort is voor het eerst voorgesteld als Cossus crassilineatus door Max Gaede in een publicatie uit 1929.
De soort komt voor op Madagaskar.